# Moita Bonita

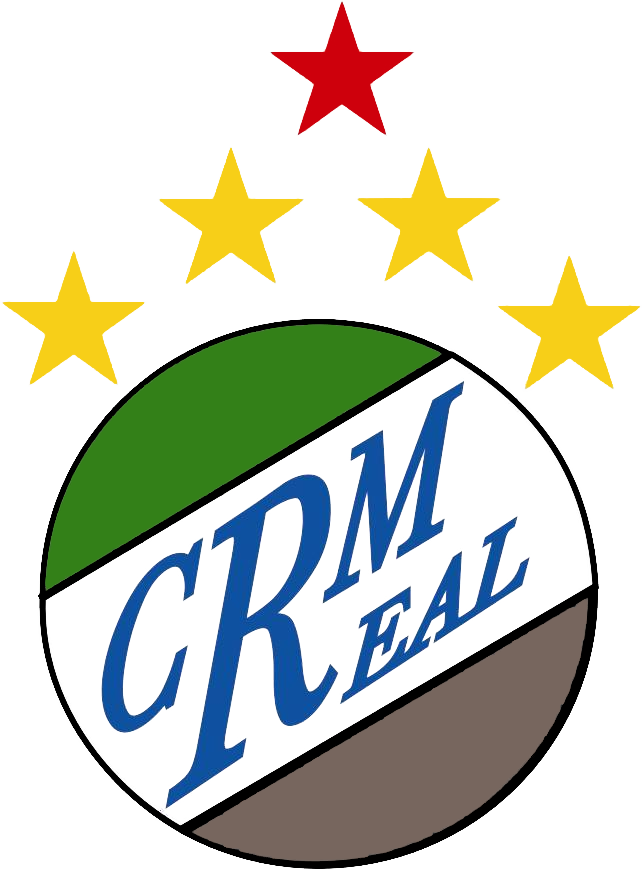
Logo du club de sport de Moita Bonita.

Moita Bonita est une municipalité brésilienne située dans l'État du Sergipe.